# Токарев, Лев Николаевич
Лев Никола́евич То́карев (16 мая 1933, Ленинград, СССР — 6 марта 2021, Санкт-Петербург, Россия) — специалист в области разработки судовых электроэнергетических систем, доктор технических наук, профессор.

## Биография
Родился 16 мая 1933 года в Ленинграде в семье Токарева Николая Георгиевича. Отец работал инженером минного завода (с начала войны добровольно, «из под брони» завода ушёл на фронт, служил командиром БЧ на тральщике, погиб 7.9.44 в Балтийском море).
01
За неделю до начала Великой Отечественной войны уехал с матерью и 2-х годовалым братом на дачу под Казанью, откуда был вывезен дядей в 1947 году обратно в Ленинград. Учился в 84-й школе.
В 1950 году поступил на кафедру электрификации и автоматизации судов (ЭАС) ЛЭТИ.
Начал работать в ЛЭТИ в 1953 году старшим лаборантом кафедры переменных токов, которой руководил профессор Берендеев.
В 1956 году по распределению был направлен на работу в ЦНИИ им. Крылова. В 1957 году выбран заместителем секретаря комитета ВЛКСМ института по политической работе. 
Организовал и вёл стенную газету «Голос молодёжи».
С 1966 по 2012 работал в ЦНИИ СЭТ, в том числе главным инженером и заместителем директора «ЦНИИ СЭТ» по научной работе.
С 1988 по 1996 гг. возглавлял кафедру электрификации и автоматизации судов (ЭАС) электротехнического факультета.
Скончался 6 марта 2021 года от коронавирусной инфекции.

### Учёная степень, звание
В 1963 году за один месяц написал кандидатскую диссертацию на тему «Исследование системы автоматического регулирования частоты и распределения активной нагрузки судовых СГ», которую защитил в феврале 1965 года в Военно-морской Академии им С.О. Макарова.
- Доктор технических наук, профессор.

### Научная работа
Является автором более 300 научных публикаций, а также многих патентов и авторских свидетельств на изобретения.

Некоторые разработки, в которых Лев Николаевич принимал участие:
- Разработка первого в истории советского флота обратимого преобразователя.
- Разработка систем автоматического управления судовыми электростанциями.
- Разработка системы синхронного и синфазного вращения автономных генераторных агрегатов.
- Разработка комбинированных (двухимпульсных) регуляторов частоты вращения первичных двигателей генераторов. Регуляторы были освоены серийным производством и плавают на многих кораблях, в том числе на ракетном крейсере «Пётр Великий».
- Разработка математического описания корабельных электроэнергетических систем и исследование переходных процессов в них.
- Разработка первого в СССР автоматического регулятора напряжения синхронного генератора частотой 400 Гц с управляемым амплитудно-фазовым компаундированием.
- Создание и исследование физической модели электроэнергетических систем судов и кораблей с ядерными энергетическими установками.

## Публикации
- Токарев Л.Н. Математическое описание, расчет и моделирование физических процессов в судовых электростанциях. — Судостроение, 1980.
- Токарев Л.Н. Системы управления движением и электрооборудованием судов : Сб. науч. тр.. — ЛЭТИ, 1991. — ISBN 5-230-09028-6.
- Токарев Л.Н. Введение в электроэнергетику: физические процессы, устройства и системы автоматического управления. — Алес, 1999.
- Токарев Л.Н. Системы автоматического регулирования : Примеры схем и структур, стат. и динам. характеристики, мат. модели, элементы теории регулирования. — Нотабене, 2001. — ISBN 5-87170-084-5.
- Токарев Л.Н. Судовая электротехника и электромеханика. — Береста, 2006. — ISBN 5-98052-109-7.
- Токарев Л.Н. Радости и печали, счастье и отчаяние в жизни неравнодушного человека (в сфере науки, промышленности, образования, при социализме и капитализме). — Береста, 2006. — ISBN 5-98052-099-6.
- Токарев Л.Н. Дифференциальные уравнения электрооборудования судовых электроэнергетических систем: программы, расчеты, эксперименты. — ЛЭТИ, 2016. — ISBN 978-5-7629-2230-2.
- Токарев Л.Н., Макаров Д.А. Импортозамещение судового электрооборудования в СССР и в России// Научно-технический сборник Российского морского регистра судоходства. - 2017. - № 46/47. - С. 125-131.
- Токарев Л.Н., Макаров Д.А. Безопасность плавания судов с электродвижением // Научно-технический сборник Российского морского регистра судоходства. - 2018. - №50/51. - С. 74-79.
- Токарев Л.Н. Главный инженер. Жизнь и работа в СССР и в России. (Техника и политика. Радости и печали)
- Токарев Л.Н. Дифференциальные уравнения (электрических цепей, машин, преобразователей). — Литео, 2017. — ISBN 978-5-00071-730-1.